# イエローキャブウエスト
有限会社イエローキャブウエスト（英文社名；Yellow Cab WEST Inc.）は、兵庫県宝塚市に本社を置く日本の芸能プロダクション。
放送作家の寺崎要が代表を務める。

## 沿革・概要
- 1995年、イエローキャブと吉本興業が共同で設立。所属タレントは主に関西のテレビ番組・ラジオ・イベント等で活動しており、プロ野球・阪神タイガースを応援するイベントにも頻繁に出演している。また、「関西の女性文化人」を紹介する事業も行っている[1]。
- 2004年11月、当時イエローキャブの社長を務めていた野田義治が経営上のトラブルで社長職を辞任し、自身が筆頭株主であった「有限会社サンズ」へタレント数名を引き連れて独立することとなった[2][3]。それに伴い、イエローキャブウエストもイエローキャブとは距離を置くようになり、サンズエンタテインメントの関連企業という立場になった[4]。
- 事務所の旧所在地は、大阪市北区鶴野町4-11 朝日プラザ910[5]。

## 所属タレント
※2012年5月現在
- 和泉奈保
- 石田優里奈
- 藤本仁以奈
- 山口舞美
- 中村ももか
- 沢田組（村田かずこ、河野ちあき）
- 中崎町撮影会モデル（木野宏美、田中章代）
- 2娘1（しょうこ、ゆか）

## かつて所属していたタレント
| - 浅田ハルカ（現在浅田晴香） - あゆ - 石川莉沙 - 苺 - 上野みさ - 臼井めぐみ - うるしはらえみ - 内海敦子 - 大下彩 - 岡本よしみ - 奥村かおり（別名：満腹ミキティ） - 梶田あさみ - 亀谷リサ - 川端ミカコ - 木島さやか - 木本ともこ - 黒塚リカ - さくら - 澤野ミチル - 茂村みゆき - 柴田エリコ - 志村ひさ - 白幡有里子 - 仁乃唯 - 杉森かおり - 杉山さとえ - 杉山ひとみ - 鈴田望 - 田中かおり - 田中きよ - 田中まちこ | - 手塚あや - 徳山さとみ - 中江ともこ - なかじまなお - 中田ありさ - 中村裕美 - 七瀬 - 七海薫 - 西澤ようこ - 橋本まい - 林ヒサ - 福盛さとみ - 福山なお - 藤井ひかる - 政木由香 - 三上絵美 - 美月リオ - 宮沢芽瑠 - 村田ゆうこ - 八木えりか（別名：大津メェメェ） - 八代じゅん - 山口舞美 - YUKA - 吉沢萌 - 吉田かよ - 理枝子 - 瑠美 - 渡辺舞子 - 渡邊美恵 - 渡辺ユイ |